# 中華人民共和國最高領導人
中华人民共和国最高领导人，意指中华人民共和国政治中具有最終決定、最高地位的最高領導人，是「非正式」的稱謂，且并非法定職位，其通常擔任中共中央总书记（1982年前为中共中央主席）、中共中央军委主席這2個最有權力的職位。目前为止，毛泽东、邓小平、江泽民、胡锦涛、习近平被认为是五代领导集体的最高领导人，而华国锋为第一代和第二代之間过渡时期的最高领导人。最高領導人无需担任国家主席（国家元首）、国务院总理（政府首脑），执政时期政治排名未必是第一位，但能有效控制党政军3大组织——中国共产党、中华人民共和国政府、国家武装力量，所以被称为最高領導人。胡锦涛任內的领导集体被称为“以胡锦涛同志为总书记的党中央”，而毛泽东、华国锋、习近平在任期間曾被冠以“領袖”稱號。2019年以后，中国共产党分别認定毛泽东、邓小平、江泽民、胡锦涛为历代领导集体主要代表。

## 概述
中華人民共和國采取蘇聯式的議行合一政治体制，國家立法機關全國人民代表大會（闭会期间由其常务委员会代行权力）是最高權力機關，處於所有國家機構的最高地位。按照1982年制定的第四部憲法，当今中國的政治制度近似內閣制，憲法條文沒有國家元首的規定，國家主席作為國家代表，代表国家主权，但不具有獨立的行政權力，僅相当于虛位元首，以總理為政府首腦的國務院（中央人民政府）作為國家最高行政機關向全國人大及其常委會負責。由於中國共產黨堅持對國家的絕對領導，因此黨對政治的影響力往往決定國家政治的發展方向。中華人民共和國實權一般劃分為黨（中共中央）、政（中央人民政府）、軍（中央軍委）三部分。在中国共产党领导的多党合作和政治协商制度下，实质上为中共一黨執政的体制，中共中央總書記一般为实际上的最高領導人，亦是排名最前的領導職務。1993年以来，中共中央总书记、中央军委主席、国家主席，一般由同一人兼任，即“三位一体”的领导体制。
中國在改革開放以後，經濟迅速發展，加上門戶開放，外事活动不斷增加，因此自二十世紀九十年代開始，中国最高领导人一般會兼任国家主权象征的國家主席职务，以國家元首的身份從事國事活動。國家主席職務在1982年重新设立后的英文名稱为「President」而非“Chairman”，加上最高领导人多以國家主席的身份從事元首外交活動和國事訪問，不少西方媒體和機構以國家主席判定为中國的最高領導職務。不過到了2019年11月，美中經濟暨安全檢討委員會的報告建議：美國不應該再稱呼中國最高領導人習近平為「主席」，應該以中國共產黨最高領導人的職銜「總書記」稱呼他。2020年8月，美國有國會議員推動一項法案，要求美國政府在官方文件中，以「中共总书记」，而非「国家主席」來稱呼中國最高領導人。
隨著改革開放後政治生態的發展，強人領導階段的結束，中共元老退出政治舞台，以江泽民和胡锦涛为首的第三和第四代领导集体加強集體領導制，特別是中共中央政治局常委之間的分工，使最高領導人扮演的角色曾一度相對以前變得式微。习近平在中共十八大后接任中共中央总书记后，随着由总书记领衔担任一把手的中央全面深化改革领导小组（2018年改为委员会）及中央国家安全委员会等一系列党内机构的设立和反腐败工作的进行，最高领导人的权力再次得到强化。
2017年，第十九届中共中央政治局会议通过《中共中央政治局关于加强和维护党中央集中统一领导的若干规定》，规定政治局全体成员（包括政治局常委）每年需党中央和总书记书面述职。《决定》还要求政治局成员带头树立“四个意识”，坚定“四个自信”，主动将重大问题报请党中央研究。2018年，中央政治局同志首次向党中央和习近平总书记书面述职，提出要带头增强“四个意识”，坚定维护以习近平同志为核心的党中央权威和集中统一领导，落实重大问题请示报告制度等。2019年，中央政治局成员再次按规定向党中央和习近平总书记书面述职。2019年政治局述职报告继续提出，自觉把维护习近平总书记核心地位和党中央集中统一领导作为最高政治原则和根本政治规矩。此后全国人大常委会、国务院、全国政协党组成员，最高人民法院、最高人民检察院的党组书记也纳入了书面述职的范围。

## 历史
1959年毛澤東決定不連任國家主席，但續任中共中央主席和中共中央軍委主席至1976年去世。“文化大革命”期間，时任国家主席刘少奇被打倒，后國家主席一職長期缺位及被修憲廢除。中共中央第一副主席、國務院總理華國鋒在毛澤東逝世和粉碎四人幫後接任中共中央主席和中共中央軍委主席，這種情況才結束，但華國鋒的政治地位在鄧小平掌權後不被中共承認。
在1978年改革開放以後，這種情形再次出現，還特別體現于在黨（中共中央總書記）、國（國家主席）、政（國務院總理）均沒有最高職銜的領導人鄧小平身上。隨著鄧小平所倡導推動的政治制度化的建設，实行“废除干部领导职务终身制”。1982年通過的《中華人民共和國憲法》重新設置了自1975年廢除的国家主席和副主席，但没有赋予国家主席实权，也没有明文规定其国家元首的地位。
自1993年第三代領導人江澤民在八届全国人大一次会议接替杨尚昆出任国家主席以來，最高领导人才重新同時保持中共中央總書記、中華人民共和國主席、中央軍事委員會主席，執政黨、國家、軍隊相應機構的頭銜。自1949年建國以來，中共中央軍委主席的職務，長期是辨別最高领导人的指標。與沒有實權的國家主席只能連任一次不一樣，擁有實權的總書記和軍委主席一直沒有連任限制。
2018年，中共中央提议第十三届全国人民代表大会修改宪法废除国家主席连任不得超过两届的限制。由于修宪没有增加国家主席的权力，单独职务下其虚位元首性质不变。
现任领导人习近平的中共中央总书记和中央军委主席两个掌握实权的职务本身已经没有任期限制，删除国家主席连任限制，意味他可以成为继中国共产党中央委员会主席毛泽东之后的终身领导人，结束邓小平时代以来实行的“废除终身制”。2022年10月的中共二十届一中全会上，习近平再次连任中共中央总书记和中共中央军委主席，开始最高领导人的第三任期。

## 排名
一般而言，若中華人民共和國最高領導人同時擔任中國共產黨最高負責人職務，其政治排名會是第一位，但鄧小平執政時期情況卻不一樣。鄧小平在1978年12月召開的中共十一屆三中全會上被確立為實際最高領導人，當時他仍擔任「三副一長」的職務，政治排名在黨主席華國鋒和另一位副主席葉劍英之後，位列第三。到了1981年6月，鄧小平出任中共中央軍委主席，他的排名繼續保留第三位，在新任黨主席兼總書記胡耀邦和葉劍英之後。至1987年中共十三大召開後，鄧小平退任中共中央政治局委員、常委的職務，但留任中央軍委主席，排名僅次於時任總書記趙紫陽。此後至鄧小平卸下所有職務前，繼續保留排名第二的政治地位，但他在1989年中共十三屆五中全會卸任中央軍委主席後被確認為「領導核心」，正式確立其第二代最高領導人的歷史定位。

## 列表
迄今，最高领导人先後共有五代和一位過渡時期領導人（除鄧小平以外均擔任过中國共產黨的最高職務，以粗體顯示）：
  第一代领导集体
  第二代领导集体
  第三代领导集体
  第四代领导集体
  第五代领导集体
| 代次   | 照片                                   | 姓名   | 在任時期 | 職銜                          | 任职时期                       | 任职时期                                   | 指导思想                         | 中共中央负责人           | 国家主席                   | 中央军委主席  | 国务院总理             |
| ------ | -------------------------------------- | ------ | --- | ----------------------------- | ------------------------------ | ------------------------------------------ | -------------------------------- | ------------------------ | -------------------------- | ------------- | ---------------------- |
| 第一代 |                                        | 毛泽东 | 1949年10月1日（中华人民共和国成立）－1976年9月9日（毛泽东逝世）                                                            | 中国共产党中央政治局主席      | 1943年3月20日－1956年9月27日   | 1949年10月1日 ↓ 1976年9月9日 (26年344天)   | 毛泽东思想                       | 自己                     | 自己 ↓ 刘少奇 ↓ 职务废除   | 自己          | 周恩来 ↓ 华国锋        |
| 第一代 | 中国共产党中央书记处主席               | 毛泽东 | 1949年10月1日（中华人民共和国成立）－1976年9月9日（毛泽东逝世）                                                            |                               | 1943年3月20日－1956年9月27日   | 1949年10月1日 ↓ 1976年9月9日 (26年344天)   | 毛泽东思想                       | 自己                     | 自己 ↓ 刘少奇 ↓ 职务废除   | 自己          | 周恩来 ↓ 华国锋        |
| 第一代 | 中国共产党中央委员会主席               | 毛泽东 | 1949年10月1日（中华人民共和国成立）－1976年9月9日（毛泽东逝世）                                                            | 1945年6月19日－1976年9月9日   |                                | 1949年10月1日 ↓ 1976年9月9日 (26年344天)   | 毛泽东思想                       | 自己                     | 自己 ↓ 刘少奇 ↓ 职务废除   | 自己          | 周恩来 ↓ 华国锋        |
| 第一代 | 中华人民共和国中央人民政府主席         | 毛泽东 | 1949年10月1日（中华人民共和国成立）－1976年9月9日（毛泽东逝世）                                                            | 1949年10月1日－1954年9月27日  |                                | 1949年10月1日 ↓ 1976年9月9日 (26年344天)   | 毛泽东思想                       | 自己                     | 自己 ↓ 刘少奇 ↓ 职务废除   | 自己          | 周恩来 ↓ 华国锋        |
| 第一代 | 中央人民政府人民革命军事委员会主席     | 毛泽东 | 1949年10月1日（中华人民共和国成立）－1976年9月9日（毛泽东逝世）                                                            | 1949年10月1日－1954年9月27日  |                                | 1949年10月1日 ↓ 1976年9月9日 (26年344天)   | 毛泽东思想                       | 自己                     | 自己 ↓ 刘少奇 ↓ 职务废除   | 自己          | 周恩来 ↓ 华国锋        |
| 第一代 | 中国人民政治协商会议全国委员会主席     | 毛泽东 | 1949年10月1日（中华人民共和国成立）－1976年9月9日（毛泽东逝世）                                                            | 1949年10月9日－1954年12月25日 |                                | 1949年10月1日 ↓ 1976年9月9日 (26年344天)   | 毛泽东思想                       | 自己                     | 自己 ↓ 刘少奇 ↓ 职务废除   | 自己          | 周恩来 ↓ 华国锋        |
| 第一代 | 中国人民政治协商会议全国委员会名誉主席 | 毛泽东 | 1949年10月1日（中华人民共和国成立）－1976年9月9日（毛泽东逝世）                                                            | 1954年12月25日－1976年9月9日  |                                | 1949年10月1日 ↓ 1976年9月9日 (26年344天)   | 毛泽东思想                       | 自己                     | 自己 ↓ 刘少奇 ↓ 职务废除   | 自己          | 周恩来 ↓ 华国锋        |
| 第一代 | 中华人民共和国主席                     | 毛泽东 | 1949年10月1日（中华人民共和国成立）－1976年9月9日（毛泽东逝世）                                                            | 1954年9月27日－1959年4月27日  |                                | 1949年10月1日 ↓ 1976年9月9日 (26年344天)   | 毛泽东思想                       | 自己                     | 自己 ↓ 刘少奇 ↓ 职务废除   | 自己          | 周恩来 ↓ 华国锋        |
| 第一代 | 中华人民共和国国防委员会主席           | 毛泽东 | 1949年10月1日（中华人民共和国成立）－1976年9月9日（毛泽东逝世）                                                            | 1954年9月29日－1959年4月28日  |                                | 1949年10月1日 ↓ 1976年9月9日 (26年344天)   | 毛泽东思想                       | 自己                     | 自己 ↓ 刘少奇 ↓ 职务废除   | 自己          | 周恩来 ↓ 华国锋        |
| 第一代 | 中国共产党中央军事委员会主席           | 毛泽东 | 1949年10月1日（中华人民共和国成立）－1976年9月9日（毛泽东逝世）                                                            | 1954年9月28日－1976年9月9日   |                                | 1949年10月1日 ↓ 1976年9月9日 (26年344天)   | 毛泽东思想                       | 自己                     | 自己 ↓ 刘少奇 ↓ 职务废除   | 自己          | 周恩来 ↓ 华国锋        |
| 過渡期 |                                        | 华国锋 | 1976年10月7日（怀仁堂事变接任中共中央主席）－1978年12月22日（中共十一届三中全会闭幕）                                      | 中华人民共和国公安部部长      | 1973年10月－1977年3月          | 1976年9月9日 ↓ 1978年12月22日 (2年104天)   | 毛泽东思想 （两个凡是）          | 自己                     | 职务废除                   | 自己          | 自己                   |
| 過渡期 | 中华人民共和国国务院总理               | 华国锋 | 1976年10月7日（怀仁堂事变接任中共中央主席）－1978年12月22日（中共十一届三中全会闭幕）                                      | 1976年2月2日－1980年9月10日   |                                | 1976年9月9日 ↓ 1978年12月22日 (2年104天)   | 毛泽东思想 （两个凡是）          | 自己                     | 职务废除                   | 自己          | 自己                   |
| 過渡期 | 中国共产党中央委员会第一副主席         | 华国锋 | 1976年10月7日（怀仁堂事变接任中共中央主席）－1978年12月22日（中共十一届三中全会闭幕）                                      | 1976年4月7日－1976年10月7日   |                                | 1976年9月9日 ↓ 1978年12月22日 (2年104天)   | 毛泽东思想 （两个凡是）          | 自己                     | 职务废除                   | 自己          | 自己                   |
| 過渡期 | 中国共产党中央委员会主席               | 华国锋 | 1976年10月7日（怀仁堂事变接任中共中央主席）－1978年12月22日（中共十一届三中全会闭幕）                                      | 1976年10月7日－1981年6月28日  |                                | 1976年9月9日 ↓ 1978年12月22日 (2年104天)   | 毛泽东思想 （两个凡是）          | 自己                     | 职务废除                   | 自己          | 自己                   |
| 過渡期 | 中国共产党中央军事委员会主席           | 华国锋 | 1976年10月7日（怀仁堂事变接任中共中央主席）－1978年12月22日（中共十一届三中全会闭幕）                                      | 1976年10月7日－1981年6月28日  |                                | 1976年9月9日 ↓ 1978年12月22日 (2年104天)   | 毛泽东思想 （两个凡是）          | 自己                     | 职务废除                   | 自己          | 自己                   |
| 第二代 |                                        | 邓小平 | 1978年12月22日（中共十一届三中全会闭幕）－1989年11月9日（江澤民接任中共中央军委会主席）                                    | 中国共产党中央委員會副主席    | 1977年7月21日－1982年9月11日   | 1978年12月22日 ↓ 1989年11月9日 (10年322天) | 邓小平理论                       | 华国锋 ↓ 胡耀邦 ↓ 赵紫阳 | 职务废除 ↓ 李先念 ↓ 杨尚昆 | 华国锋 ↓ 自己 | 华国锋 ↓ 赵紫阳 ↓ 李鹏 |
| 第二代 | 中华人民共和国国务院副总理             | 邓小平 | 1978年12月22日（中共十一届三中全会闭幕）－1989年11月9日（江澤民接任中共中央军委会主席）                                    | 1977年7月21日－1980年9月10日  |                                | 1978年12月22日 ↓ 1989年11月9日 (10年322天) | 邓小平理论                       | 华国锋 ↓ 胡耀邦 ↓ 赵紫阳 | 职务废除 ↓ 李先念 ↓ 杨尚昆 | 华国锋 ↓ 自己 | 华国锋 ↓ 赵紫阳 ↓ 李鹏 |
| 第二代 | 中国共产党中央军事委员会副主席         | 邓小平 | 1978年12月22日（中共十一届三中全会闭幕）－1989年11月9日（江澤民接任中共中央军委会主席）                                    | 1977年7月21日－1981年6月29日  |                                | 1978年12月22日 ↓ 1989年11月9日 (10年322天) | 邓小平理论                       | 华国锋 ↓ 胡耀邦 ↓ 赵紫阳 | 职务废除 ↓ 李先念 ↓ 杨尚昆 | 华国锋 ↓ 自己 | 华国锋 ↓ 赵紫阳 ↓ 李鹏 |
| 第二代 | 中国人民解放军总参谋长                 | 邓小平 | 1978年12月22日（中共十一届三中全会闭幕）－1989年11月9日（江澤民接任中共中央军委会主席）                                    | 1977年7月21日－1980年3月      |                                | 1978年12月22日 ↓ 1989年11月9日 (10年322天) | 邓小平理论                       | 华国锋 ↓ 胡耀邦 ↓ 赵紫阳 | 职务废除 ↓ 李先念 ↓ 杨尚昆 | 华国锋 ↓ 自己 | 华国锋 ↓ 赵紫阳 ↓ 李鹏 |
| 第二代 | 中国人民政治协商会议全国委员会主席     | 邓小平 | 1978年12月22日（中共十一届三中全会闭幕）－1989年11月9日（江澤民接任中共中央军委会主席）                                    | 1978年3月8日－1983年6月17日   |                                | 1978年12月22日 ↓ 1989年11月9日 (10年322天) | 邓小平理论                       | 华国锋 ↓ 胡耀邦 ↓ 赵紫阳 | 职务废除 ↓ 李先念 ↓ 杨尚昆 | 华国锋 ↓ 自己 | 华国锋 ↓ 赵紫阳 ↓ 李鹏 |
| 第二代 | 中国共产党中央军事委员会主席           | 邓小平 | 1978年12月22日（中共十一届三中全会闭幕）－1989年11月9日（江澤民接任中共中央军委会主席）                                    | 1981年6月29日－1989年11月9日  |                                | 1978年12月22日 ↓ 1989年11月9日 (10年322天) | 邓小平理论                       | 华国锋 ↓ 胡耀邦 ↓ 赵紫阳 | 职务废除 ↓ 李先念 ↓ 杨尚昆 | 华国锋 ↓ 自己 | 华国锋 ↓ 赵紫阳 ↓ 李鹏 |
| 第二代 | 中国共产党中央顾问委员会主任           | 邓小平 | 1978年12月22日（中共十一届三中全会闭幕）－1989年11月9日（江澤民接任中共中央军委会主席）                                    | 1982年9月13日－1987年11月1日  |                                | 1978年12月22日 ↓ 1989年11月9日 (10年322天) | 邓小平理论                       | 华国锋 ↓ 胡耀邦 ↓ 赵紫阳 | 职务废除 ↓ 李先念 ↓ 杨尚昆 | 华国锋 ↓ 自己 | 华国锋 ↓ 赵紫阳 ↓ 李鹏 |
| 第二代 | 中华人民共和国中央军事委员会主席       | 邓小平 | 1978年12月22日（中共十一届三中全会闭幕）－1989年11月9日（江澤民接任中共中央军委会主席）                                    | 1983年6月6日－1990年3月19日   |                                | 1978年12月22日 ↓ 1989年11月9日 (10年322天) | 邓小平理论                       | 华国锋 ↓ 胡耀邦 ↓ 赵紫阳 | 职务废除 ↓ 李先念 ↓ 杨尚昆 | 华国锋 ↓ 自己 | 华国锋 ↓ 赵紫阳 ↓ 李鹏 |
| 第三代 |                                        | 江泽民 | 1989年11月9日（接任中共中央军委会主席）－2002年11月15日（中共十六大辭去党总书记）                                          | 中国共产党中央委员会总书记    | 1989年6月24日－2002年11月15日  | 1989年11月9日 ↓ 2002年11月15日 (13年6天)   | “三个代表”重要思想               | 自己                     | 杨尚昆 ↓ 自己              | 自己          | 李鹏 ↓ 朱镕基          |
| 第三代 | 中国共产党中央军事委员会主席           | 江泽民 | 1989年11月9日（接任中共中央军委会主席）－2002年11月15日（中共十六大辭去党总书记）                                          | 1989年11月9日－2004年9月19日  |                                | 1989年11月9日 ↓ 2002年11月15日 (13年6天)   | “三个代表”重要思想               | 自己                     | 杨尚昆 ↓ 自己              | 自己          | 李鹏 ↓ 朱镕基          |
| 第三代 | 中華人民共和國中央軍事委员会主席       | 江泽民 | 1989年11月9日（接任中共中央军委会主席）－2002年11月15日（中共十六大辭去党总书记）                                          | 1990年3月19日－2005年3月13日  |                                | 1989年11月9日 ↓ 2002年11月15日 (13年6天)   | “三个代表”重要思想               | 自己                     | 杨尚昆 ↓ 自己              | 自己          | 李鹏 ↓ 朱镕基          |
| 第三代 | 中華人民共和國主席                     | 江泽民 | 1989年11月9日（接任中共中央军委会主席）－2002年11月15日（中共十六大辭去党总书记）                                          | 1993年3月27日－2003年3月15日  |                                | 1989年11月9日 ↓ 2002年11月15日 (13年6天)   | “三个代表”重要思想               | 自己                     | 杨尚昆 ↓ 自己              | 自己          | 李鹏 ↓ 朱镕基          |
| 第四代 |                                        | 胡锦涛 | 2002年11月15日（中共十六届一中全会，接任中共中央总书记）－2012年11月15日（中共十八大辞去中共中央总书记、中共中央軍委主席） | 中国共产党中央委員會總書記    | 2002年11月15日－2012年11月15日 | 2002年11月15日 ↓ 2012年11月15日 (10年0天)  | 科学发展观                       | 自己                     | 自己                       | 江泽民 ↓ 自己 | 温家宝                 |
| 第四代 | 中華人民共和國主席                     | 胡锦涛 | 2002年11月15日（中共十六届一中全会，接任中共中央总书记）－2012年11月15日（中共十八大辞去中共中央总书记、中共中央軍委主席） | 2003年3月15日—2013年3月14日   |                                | 2002年11月15日 ↓ 2012年11月15日 (10年0天)  | 科学发展观                       | 自己                     | 自己                       | 江泽民 ↓ 自己 | 温家宝                 |
| 第四代 | 中国共产党中央军事委员会主席           | 胡锦涛 | 2002年11月15日（中共十六届一中全会，接任中共中央总书记）－2012年11月15日（中共十八大辞去中共中央总书记、中共中央軍委主席） | 2004年9月19日－2012年11月15日 |                                | 2002年11月15日 ↓ 2012年11月15日 (10年0天)  | 科学发展观                       | 自己                     | 自己                       | 江泽民 ↓ 自己 | 温家宝                 |
| 第四代 | 中華人民共和國中央軍事委员会主席       | 胡锦涛 | 2002年11月15日（中共十六届一中全会，接任中共中央总书记）－2012年11月15日（中共十八大辞去中共中央总书记、中共中央軍委主席） | 2005年3月13日—2013年3月14日   |                                | 2002年11月15日 ↓ 2012年11月15日 (10年0天)  | 科学发展观                       | 自己                     | 自己                       | 江泽民 ↓ 自己 | 温家宝                 |
| 第五代 |                                        | 习近平 | 2012年11月15日（中共十八届一中全会，接任中共中央总书记、中共中央军委主席）至今                                             | 中国共产党中央委員會總書記    | 2012年11月15日—                | 2012年11月15日 ↓ 现任 (12年219天)          | 习近平新时代中国特色社会主义思想 | 自己                     | 自己                       | 自己          | 李克强 ↓ 李强          |
| 第五代 | 中国共产党中央军事委员会主席           | 习近平 | 2012年11月15日（中共十八届一中全会，接任中共中央总书记、中共中央军委主席）至今                                             |                               | 2012年11月15日—                | 2012年11月15日 ↓ 现任 (12年219天)          | 习近平新时代中国特色社会主义思想 | 自己                     | 自己                       | 自己          | 李克强 ↓ 李强          |
| 第五代 | 中華人民共和國主席                     | 习近平 | 2012年11月15日（中共十八届一中全会，接任中共中央总书记、中共中央军委主席）至今                                             | 2013年3月14日—                |                                | 2012年11月15日 ↓ 现任 (12年219天)          | 习近平新时代中国特色社会主义思想 | 自己                     | 自己                       | 自己          | 李克强 ↓ 李强          |
| 第五代 | 中華人民共和國中央軍事委员会主席       | 习近平 | 2012年11月15日（中共十八届一中全会，接任中共中央总书记、中共中央军委主席）至今                                             | 2013年3月14日—                |                                | 2012年11月15日 ↓ 现任 (12年219天)          | 习近平新时代中国特色社会主义思想 | 自己                     | 自己                       | 自己          | 李克强 ↓ 李强          |

## 在世前最高领导人
截至2025年6月，在世的前中華人民共和國最高領導人有1位：
| 姓名   | 任期                           | 出生日期與年齡 |
| ------ | ------------------------------ | -------------- |
| 胡锦涛 | 2002年11月15日－2012年11月15日 | 1942年12月21日 |

最近去世的一位中華人民共和國前最高領導人是江泽民，他于2022年11月30日在上海去世，享年96岁。